# Sigh frögde nu Himmel och jord
Sigh frögde nu Himmel och jord är en psalm, som går tillbaka på den latinska mässans latin Exsultet Cælum laudibus, troligen översatt från Michael Weisses tyska översättning till svenska av antingen Laurentius Petri Nericius eller hans bror Olaus Petri. 

## Publicerad i
- Swenske Songer eller wisor 1536 med titeln Sich frögde nuu himmel och iord under rubriken "Exultet celum laudibus".[1]
- Een liten Songbook under rubriken "De Apostolis".[2]
- 1572 års psalmbok med titeln SIgh frögde nuu himmel och jord under rubriken "Exultet cœlum laudibus".[3]
- Göteborgspsalmboken under rubriken "Om Gudz Ord och Försambling".[4]
- Den svenska psalmboken 1694 som nummer 231 under rubriken "Åhrlige Högtiders Psalmer: Uppå Apostledagar".[5]
- 1695 års psalmbok, som nr 199 under rubriken "Uppå Apostledagar".